# Gmina Alwernia
Die Gmina Alwernia [al'vɛrɲa] ist eine Stadt-und-Land-Gemeinde im Powiat Chrzanowski der Woiwodschaft Kleinpolen in Polen. Ihr Sitz ist die gleichnamige Stadt mit etwa 3400 Einwohnern. Die Gemeinde liegt 30 km westlich von Krakau an der Bahnstrecke Trzebinia–Skawce.

## Geschichte
Der Sitz der Gemeinde erhielt 1993 das Stadtrecht und die Gemeinde bekam ihren heutigen Status.

## Gliederung
Zur Stadt-und-Land-Gemeinde (gmina miejsko-wiejska) Alwernia gehören neben der namensgebenden Stadt folgende zehn Dörfer mit einem Schulzenamt:
Brodła
Grojec
Kwaczała
Mirów
Nieporaz
Okleśna
Podłęże
Poręba Żegoty
Regulice
Źródła